# Coupe d'Afrique des clubs champions masculine de handball 2006
Navigation
Coupe des clubs champions 2005 Ligue des champions 2007
La 28e édition de la Coupe d'Afrique des clubs champions masculine de handball s'est déroulée du 23 septembre au 1er octobre 2006 au Palais des sports de Treichville d'Abidjan en Côte d'Ivoire.
Le club algérien du MC Alger, triple tenant du titre, remporte son neuvième titre dans la compétition

## Présentation
Seulement sept équipes ont pris part à la compétition qui est ainsi disputée sous forme de championnat à poule unique : Red Star (Côte-d'Ivoire), MC Alger (Algérie), GD Banca (Angola), Minuh de Yaoundé (Cameroun), Étoile du Congo (Congo), HC Ruwe (RD Congo) et Cercle Mbéri Sportif (Gabon).
La compétition est ainsi disputée sous forme de championnat à poule unique. 

## Résultats
Le programme de la première journée, disputée le samedi 23 septembre dans l'après-midi est :
- à 14h00 :  MC Alger bat  Centre Mbéri Sportif 30-21[3]
- à 15h30 :  GD Banca -  MINUH Yaoundé
- à 18h30 :  Red Star -  Étoile du Congo
- exempt :  HC Ruwe

Les résultats de la 2e journée sont :
- Cercle Mbéri Sportif bat  HC Ruwe 23-12
- MC Alger bat  Étoile du Congo 33-16[3]
- 3e match ?

Les autres résultats du MC Alger sont :
- MC Alger bat  HC Ruwe 37-15
- MC Alger bat  GD Banca 32-22[5]
- MC Alger bat  Red Star 28-17
- Dimanche 1er octobre :  MC Alger bat  Minuh Yaoundé 32-26[1]

Le MC Alger remporte la compétition avec 12 points et une différence de buts de +75.

## Classement final
Le classement final est :
1. MC Alger
2. GD Banca
3. Minuh de Yaoundé
4. Étoile du Congo
5. Red Star OJA
6. Cercle Mbéri Sportif de Libreville
7. HC Ruwe

## Effectif du champion
L'effectif du vainqueur, le MC Alger, était : Abdelmalek Slahdji (GB), Samir Helal (GB), Abdellah Benmenni (GB), Abdelghani Loukil, Yazid Akchiche, Abderrahmane Ketir, Saïd Bourenane, Rabah Graïche, Mohamed Rebahi, Hamza Toum, Abdérazak Hamad, Sid Ali Yahia, Adel Zerabib, Omar Chehbour, Hichem Boudrali, Toufik Zeghdoud, Achour Hasni, Mohamed Bouabderrezaki, Hamza Zouaoui, Mohamed Loudf, Saïd Hadef, Boumendjel. - Entraîneur : Réda Zeguili, Entraîneur-adjoint : Karim Djemaâ - DTS : Djaffar Belhocine